# Bromure de 1-naphtylmagnésium
 (octobre 2018).
Le bromure de 1-naphtylmagnésium est un halogénure organomagnésien dérivé du naphtalène, le plus simple des hydrocarbures aromatiques polycycliques. Il s'agit d'un réactif de Grignard disponible commercialement en solution dans le tétrahydrofurane et le 2-méthyltétrahydrofurane. Il est utilisé en synthèse organique par exemple pour introduire des groupes naphtyle ou produire des dérivés du naphtalène.